# Streetpunk
Streetpunk is een subgenre van punkrock dat is ontstaan in Engeland gedurende de jaren 80. Het genre is ontstaan uit het oi!-genre. Bands uit deze beginperiode zijn onder andere Sham 69, Angelic Upstarts, Cockney Rejects, Cock Sparrer en UK Subs. 

## Stijl
Streetpunk wordt gespeeld met snelle drums en snel gespeelde gitaar met distortion. Het genre wordt gekenmerkt door vaak korte gitaarsolo's en, in tegenstelling tot genres als hardcore punk, een tweede gitarist. De teksten gaan vooral over geweld, alcohol- en drugsgebruik en politiek. De meeste streetpunkbands zijn politiek links.

## Amerikaanse revival
In de jaren 90 waren er verschillende bands in de Verenigde Staten die de streetpunk weer deden opleven. Een aantal van deze bands zijn The Virus, The Casualties, The Unseen en Oxymoron. Ook enkele Californische bands als Rancid en The Distillers kennen streetpunk-invloeden.